# Josef Cukr
Josef Cukr SJ (3. ledna 1917 Boršice – 26. června 2014 Velehrad) byl český římskokatolický kněz, jezuita, člen protinacistického odboje a politický vězeň nacismu a komunismu.

## Život
Za druhé světové války se účastnil odposlouchávání porad gestapáckých agentů ve špatně zajištěném bytě a předávání získaných informací odboji. Od 22. července 1944, ještě jako scholastik, byl zatčen a po brutálních výsleších, při nichž přišel o velkou část zubů, byl vězněn v Terezíně a na Pankráci. V květnu 1945 se podílel na pražském povstání. Po válce studoval na Heythrop College v Anglii a poté se vrátil do Československa. V roce 1950 byl nejprve v rámci akce K internován v koncentračním klášteře v Bohosudově a poté přiřazen k PTP. V roce 1953 byl zatčen a ve vykonstruovaném procesu odsouzen za údajnou velezradu a špionáž k 11 letům vězení. Nejprve byl vězněn na Mírově, posléze musel pracovat v koncentračních táborech u uranových dolů na Jáchymovsku. Propuštěn byl v roce 1960. Dne 24. září 1968 byl litoměřickým biskupem Štěpánem Trochtou, který se vrátil z komunistického vězení, s okamžitou platností ustanoven administrátorem farního úřadu v Bohosudově a excurrendo farního úřadu v Krupce, okres Teplice.
Po sametové revoluci obnovil poutní místo Bohosudov. V roce 1999 mu prezident Václav Havel udělil Medaili Za zásluhy I. třídy.

## Ocenění
V roce 2013 mu byla udělena Cena Václava Bendy.